# Derivación (matemática)
La derivación, matemáticamente, es un concepto esencial para determinar los espacios  sobre variedades diferenciables, sus cualidades, sus propiedades y sus consecuencias.
Es una pieza fundamental, clave en el desarrollo de la teoría para la geometría diferencial tal y como está estructurada actualmente.

## Definición de derivación
Sea {\displaystyle M_{}^{}} una variedad diferenciable y {\displaystyle p\in M}, llamaremos derivación en el punto {\displaystyle p_{}^{}} a
{\displaystyle \forall \delta _{p}:{\mathcal {F}}(M)\longrightarrow {}\mathbb {R} } aplicación {\displaystyle \mathbb {R} -}lineal, es decir:
{\displaystyle \forall f,g\in {\mathcal {F}}(M),\forall \lambda \in \mathbb {R} ,}
- {\displaystyle \delta _{p}^{}(g+f)=\delta _{p}(g)+\delta _{p}(f)^{},}

- {\displaystyle \delta _{p}^{}(\lambda f)=\lambda \delta _{p}(f)^{}.}

y tal que {\displaystyle \delta _{p}(f\cdot g)=}{\displaystyle \delta _{p}(f)g_{|p}+f_{|p}\delta _{p}(g),} {\displaystyle \forall f,g\in {\mathcal {F}}(M)}, es decir, que cumple la regla de Leibniz.
Observación
{\displaystyle {\mathcal {F}}(M)} es el conjunto de funciones diferenciables en {\displaystyle M_{}^{}}, y es un {\displaystyle \mathbb {R} -}álgebra conmutativa, (es un {\displaystyle \mathbb {R} -}espacio vectorial).
{\displaystyle f_{|p}^{}} es equivalente a {\displaystyle f(p)_{}^{}}, es decir, {\displaystyle f_{}^{}} evaluado en el punto {\displaystyle p_{}^{}.}

## Ejemplos de derivación

### La derivada parcial
Sea {\displaystyle M=\mathbb {R} ^{n}} y {\displaystyle p\in M}, veamos que la aplicación siguiente es derivación:
{\displaystyle {\begin{matrix}{\frac {\partial \;\cdot }{\partial x_{i}}}_{|p}:&{{\mathcal {F}}(M)}&\longrightarrow {}&\mathbb {R} \;.\\&{f}&\mapsto &{\frac {\partial f}{\partial x_{i}}}_{|p}\end{matrix}}}
Demostración
Veamos primero que es {\displaystyle \mathbb {R} -}lineal, es decir, que {\displaystyle \forall f,g\in {\mathcal {F}}(M)\;y\;\forall \lambda \in \mathbb {R} } vemos que:
- {\displaystyle {\frac {\partial (f+g)}{\partial x_{i}}}_{|p}={\frac {\partial f}{\partial x_{i}}}_{|p}+{\frac {\partial g}{\partial x_{i}}}_{|p},}

- {\displaystyle {\frac {\partial (\lambda g)}{\partial x_{i}}}_{|p}=\lambda {\frac {\partial g}{\partial x_{i}}}_{|p}.}

Veamos finalmente que es una derivación:
{\displaystyle {\frac {\partial (f\cdot g)}{\partial x_{i}}}_{|p}={\frac {\partial f}{\partial x_{i}}}_{|p}g_{|p}+f_{|p}{\frac {\partial g}{\partial x_{i}}}_{|p}.}
Queda, así, demostrado que la derivada parcial es una derivación.

### La derivada direccional
Sea {\displaystyle M=\mathbb {R} ^{n},\;p\in M\;y\;v\in M:||v||=1}, de igual modo que el ejemplo anterior se puede ver que la aplicación siguiente es derivación:
{\displaystyle {\begin{matrix}{\frac {\partial \cdot }{\partial v}}_{|p}:&{{\mathcal {F}}(M)}&\longrightarrow {}&\mathbb {R} \\&{f}&\mapsto &{\frac {\partial f}{\partial v}}_{|p}\end{matrix}}.}

## Derivación en variedades
Sea {\displaystyle M_{}^{}} una variedad diferenciable y {\displaystyle p\in M}, llamaremos espacio tangente a {\displaystyle M_{}^{}} en {\displaystyle p_{}^{}} al {\displaystyle \mathbb {R} -}espacio vectorial de las derivaciones de {\displaystyle M_{}^{}} en {\displaystyle p_{}^{}}, notado por {\displaystyle {\mathcal {T}}_{p}M}, y sus elementos se llamaran vectores tangentes a {\displaystyle M_{}^{}} en {\displaystyle p_{}^{}.}

## Consecuencias

### Propiedad de la derivación de una función localmente constante
Sea {\displaystyle M_{}^{}} una variedad diferenciable, {\displaystyle p\in M}, {\displaystyle \forall \delta _{p}\in {\mathcal {T}}_{p}M} y {\displaystyle f\in {\mathcal {F}}(M)} tal que {\displaystyle \exists {}U_{}^{}} entorno abierto en {\displaystyle p_{}^{}} donde {\displaystyle f(x)=\lambda }, {\displaystyle \forall x\in M}, entonces tenemos que {\displaystyle \delta _{p}^{}f=0.}
Demostración
Por linealidad de {\displaystyle \delta _{p}^{}} tenemos
{\displaystyle \delta _{p}(f)=\delta _{p}(\lambda )=\delta _{p}(\lambda \cdot 1)=} {\displaystyle \lambda \delta _{p}(1),}
aquí aplicando la condición de derivación a {\displaystyle \delta _{p}^{}(1)} tenemos
{\displaystyle \delta _{p}(1)=\delta _{p}(1\cdot 1)=} {\displaystyle \delta _{p}(1)1+1\delta _{p}^{}(1)=} {\displaystyle \delta _{p}(1)+\delta _{p}^{}(1),}
de simplificar, este último, resulta {\displaystyle \delta _{p}^{}(1)=0} aplicadolo al anterior resulta que {\displaystyle \delta _{p}^{}(f)=0.}

#### Ejemplo
Nos interesa que la función localmente constante sea infinitamente diferenciable en todas partes, es decir, de clase {\displaystyle {\mathcal {C}}^{\infty }}:
- la función meseta {\displaystyle \rho } asociada a {\displaystyle (p,V)_{}^{}}, donde {\displaystyle \rho (x)=1,} {\displaystyle \forall x\in k\subset V,\;k} compacto cuyo interior contiene a {\displaystyle p_{}^{}.}

### Propiedad de la derivación del producto con la función meseta
Sea {\displaystyle M_{}^{}} una variedad diferenciable, {\displaystyle p\in M,\;\forall \delta _{p}\in {\mathcal {T}}_{p}M}, {\displaystyle f\in {\mathcal {F}}(M)} y {\displaystyle \rho } una función meseta asociada a {\displaystyle (p,V)_{}^{}}, tenemos que:
{\displaystyle \delta _{p}^{}(\rho \cdot f)=\delta _{p}(f).}
Demostración
Aplicando la regla de Leibniz tenemos que {\displaystyle \delta _{p}^{}(\rho \cdot f)=}{\displaystyle \delta _{p}^{}(\rho )f(p)+\rho (p)\delta _{p}(f)}, por la propiedad anterior tenemos que {\displaystyle \delta _{p}^{}(\rho \cdot f)=}{\displaystyle 0\cdot f(p)+1\cdot \delta _{p}^{}(f)=}{\displaystyle \delta _{p}^{}(f).}

### Propiedad
Sea {\displaystyle M_{}^{}} una variedad diferenciable, {\displaystyle p\in M,\;\forall \delta _{p}\in {\mathcal {T}}_{p}M} y {\displaystyle f,g\in {\mathcal {F}}(M)} tal que {\displaystyle \exists {}V_{}^{}} entorno abierto en {\displaystyle p_{}^{}} donde {\displaystyle f_{|V}^{}=g_{|V}}, entonces tenemos que {\displaystyle \delta _{p}^{}(f)=\delta _{p}(g)}.
Demostración
Sea {\displaystyle \rho } una función meseta asociada a {\displaystyle (p,V)_{}^{}}, tenemos así que {\displaystyle \rho \cdot f=\rho \cdot g_{}^{}} en todo {\displaystyle M_{}^{}} también {\displaystyle \rho \cdot f,\rho \cdot g\in {\mathcal {F}}(M)} por tanto {\displaystyle \delta _{p}^{}(\rho \cdot f)=\delta _{p}(\rho \cdot g)} y por la propiedad anterior tenemos que {\displaystyle \delta _{p}^{}(f)=\delta _{p}(g).}

## Tipos de derivaciones
En geometría diferencial y cálculo elemental se han definido muchos tipos de operadores que de hecho son derivaciones, entre ellas:
- Derivada de una aplicación entre variedades
- Derivada exterior
- Derivada de Lie
- Derivada covariante
- Diferencial de una función
- Derivada parcial
- Derivada funcional